# 尾道渡船

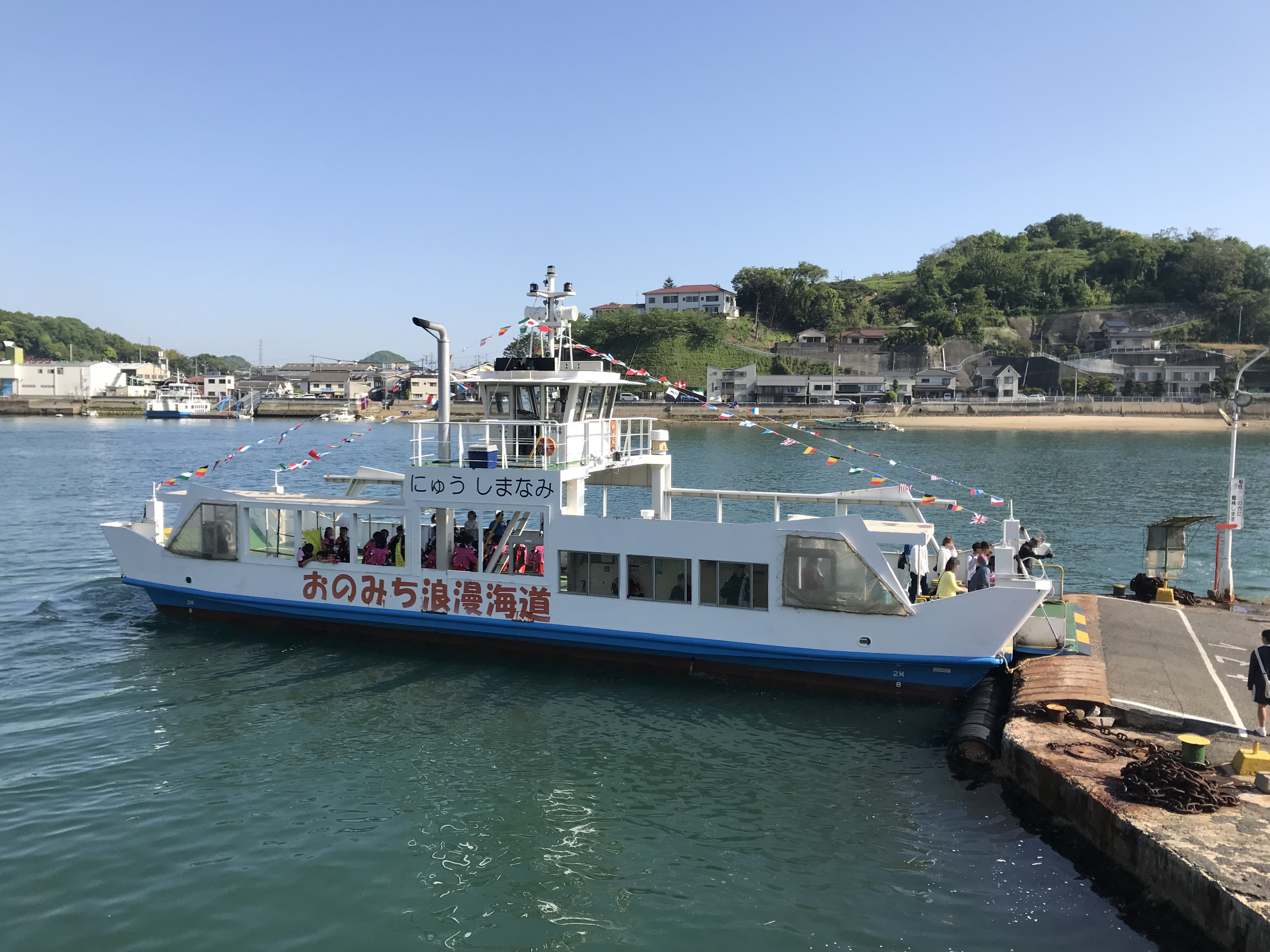
土堂渡し場に到着する尾道渡船「にゅうしまなみ」

尾道渡船（おのみちとせん）は、広島県尾道市に所在し、同市の土堂渡し場と対岸の向島町兼吉を結び、おのみち渡し船株式会社によって運航される渡船（フェリー）である。東西に細長い尾道水道で本土と向島を結ぶ渡船の中の一つである。最盛期は9つの航路があったが、現在は3航路に減少した。
本項目では、他の尾道水道の渡船についても解説する。

## 概要
古くから「兼吉（かねよし）渡し」と呼ばれた。往時には「本渡し」とも称され、今も昔も尾道の渡船の代表格である。
公営化10年後の1962年には、24時間220便を運航し、1日に1万3千人を運んだという。
かつては尾道市と御調郡向島町（2005年3月28日に尾道市に編入された）が設立した一部事務組合 公営尾道向島渡船事業組合によって運営される公営の渡船であったが、1984年11月1日付けを以て事業をすべて譲り受け、尾道渡船株式会社として営業を開始していた。公営時代の名残で「公営渡船」と言っても地元では通じる。

## 歴史
尾道と向島を結ぶ渡船の中で最古といわれる航路であり、江戸時代の書物に登場する。人や物資の輸送とともに、不審者の島内への侵入を阻む警備の側面も大きかったといわれる。
 
- 1807年（文化4年） - 広島藩からお触れ（渡海規則書）が出て業としての渡し船に移行する。島民は無料だったので「只の渡し」と呼ばれる。
  - 明治になって有料化される、運賃に肖って「一文渡し」と呼ばれるようになる。
- 1917年（大正11年） -  兼吉渡船組合が組織され経営が移る、それに伴い手漕ぎから発動機（焼玉エンジン）付き船に代わる、運賃から「1銭ポッポ」と呼ばれた。
  - なお、地元で「1円ポッポ」と呼ばれている渡船があるが、これは当航路ではなく福本渡船のことである。
    - 1919年（大正13年） - 神原造船製 焼玉エンジン搭載の箱型船（4t）が彦ノ上渡船（→しまなみフェリー　2008年廃航）に納入される。これが瀬戸内型フェリーの原型といわれる。
- 1951年（昭和26年）- 尾道市・向島町・向東村・立花村・岩子島村の1市4か町村によって「公営尾道向島渡船事業組合」が創設。
- 1952年（昭和27年） - 他の渡船業者と共に運賃を5円に値上げしたが、福本渡船は追随せず運賃1円を維持したため乗客が流れ売上が半減、経営難に陥る。
- 1953年（昭和28年） - 公営化される、福本渡船への対抗策として運賃2円50銭で運航開始する。第一・第二公営丸（11t）二隻が建造される。
  - 同年6月1日　同渡船で初めての自動車航送が行われる。
- 1954年（昭和29年） - 向島町営バス運行開始、兼吉が島内バスのターミナルになる。
- 1960年（昭和35年） - 第八公営丸（52t 福本造船）が建造される。
  - 鋼製となり現在に続く両頭船になる、大型車の航送も可能となる。
  - 余剰になった第五公営丸（18t）を向島町が購入し町営岩子島渡しに転用、向島-岩子島間の自動車航送に対応。
- 1962年（昭和37年） - 第十公営丸（82t 福本造船建造）が増備され、同型船二隻運航体制になる。
- 1963年（昭和38年） - 第十二公営丸（44t 日立造船桜島工場　1932年建造）　中古船　客室なし
- 1965年（昭和40年） - 第十四公営丸（124t 神原造船建造）　1976年に因島汽船に売却され第十五重井丸
- 1968年（昭和43年） - 尾道大橋が開通、以後利用減に悩むこととなる。
  - 収益の柱であった大型車の利用が以前の1割にまで落ち込み、大きな打撃となる。
- 1974年（昭和49年） - この頃、当時在籍3隻が防火工事を受ける。
  - 1973年大三島沖でのフェリーひろしま火災事故を教訓にした行政指導によるもの。
  - 具体的には、客室に非常扉を増設、客室車両甲板側窓が鉄板で埋められた等。
- 1976年（昭和51年） - 小型船（19t 神原造船建造） 第1・第2兼吉丸が新造され、自動車航送が中止となる。
  - 第八・第十公営丸の売却に手こずる。
- 1984年（昭和59年） - 民間に売却され、尾道渡船（株）が運航開始。
  - 自動車航送が再開され、第1・第2兼吉丸がブリッヂ（操舵室）部分を50cm嵩上げ改造される。
- 2000年（平成12年） - 第1兼吉丸が桑田渡船に移籍、桑田渡船の第十二天神丸（元 第十公営丸）が廃船となる。
  - しまなみ海道開通時に自動車航送を廃止した駅前渡船より、第十向島丸（98t 神原造船）が転入。
- 2003年（平成15年） - にゅうしまなみ（19GT 石田造船）就航、日本初のバリアフリー法適合フェリーとなる。
- 2007年（平成19年） - 第十向島丸が運用離脱、しまなみフェリーより第一しまなみ（96t 神原造船）が転入。

2013年（平成25年）4月の尾道大橋通行料無料化後は自動車航送がさらに落ち込み、尾道の渡船は厳しい経営環境に置かれる。
2020年（令和2年）8月、尾道市が向島運航（駅前渡船）と尾道渡船の民営渡船2航路を、2021年春にも市の第三セクターである歌戸運航が引き継ぐことを検討中であると明らかにした。なお福本渡船は単独存続の意向を示している。
- 2021年（令和3年） - 2月に向島運航（駅前渡船）と尾道渡船の2航路の歌戸運航への譲渡申請が中国運輸局に提出され3月に認可される、2航路は3月末日をもって歌戸運航に譲渡、5月には存続会社である歌戸運航が社名変更し おのみち渡し船 株式会社となる。

## エピソード
- チャック（ズボンのチャック・ファスナー）という造語をした日本開閉器工場は、兼吉側桟橋を降りて直ぐ左側（東隣）にあった。現在パチンコ店の在る場所である。
- 1999年しまなみ海道開通イベント「兼吉レトロタウン」が、尾道渡船向島側広場で催され、予想を遥かに上回る集客となった。同渡船の施設は普段の姿でレトロを担った。
- 渡船の船長の中には、公営渡船開所時から勤続半世紀以上の船長が実在する。
- 2006年8月しまなみフェリー、2008年12月駅前渡船と相次いだ桟橋沈没事故の際には、両渡船の振替輸送を行った。
  - ちなみに尾道渡船の両岸桟橋も、堂々の勤続半世紀である。
- NHK連続テレビ小説「てっぱん」では、瀧本美織扮する村上あかりが利用している渡船として撮影された。

## 他の尾道水道の渡船
- 駅前渡船（東富浜小浦 - 尾道東御所）

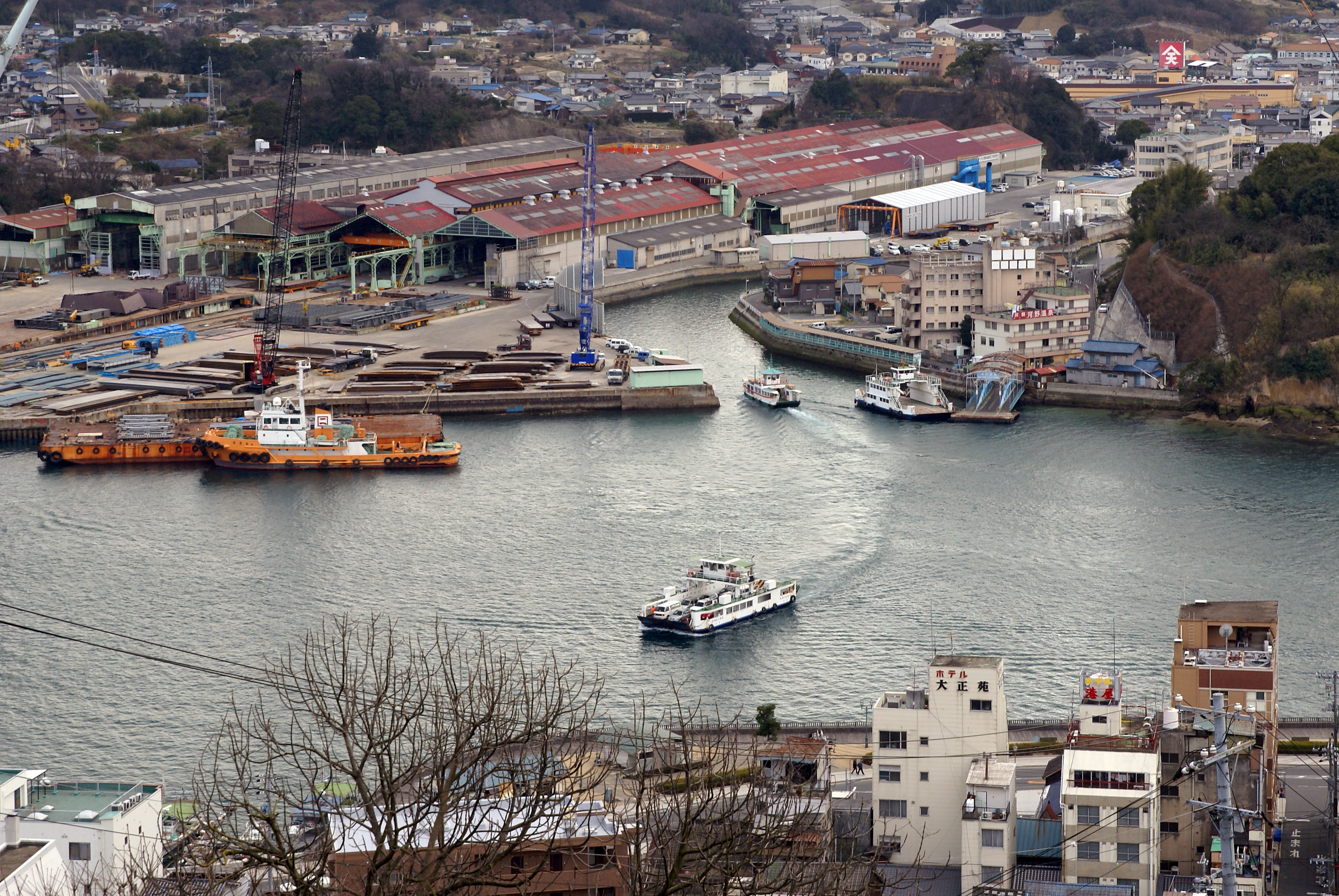
駅前渡船

  - 1946年（昭和21年）1月、瀬戸内海汽船主導による開設、当初尾道側は尾道駅前桟橋を発着した。現在も同桟橋3番乗場に予備船を係留する。旺盛な向島側造船所の通勤に応需し、他航路が木造5ｔ船の時代に開業時より単頭型29ｔ鋼製フェリーを所持した。
  - 1955年（昭和30年）向島側に桟橋を整備し両頭型フェリーを導入し輸送力を向上させる。従来の29ｔ単頭フェリーは、1956年に同社が開業した津部田（向島） - 大浜（因島）航路に転出する。
  - 1963年（昭和38年）尾道側に独自の桟橋を整備し現在に至る。
  - 1999年（平成11年）19ｔ小型フェリーを就航させ自動車航送を廃止する。
  - 2008年（平成20年）12月、向島小浦桟橋が沈没、翌2009年8月まで8ヶ月半運休する。

廃止された航路
- 福本渡船（小歌島 - 尾道土堂）

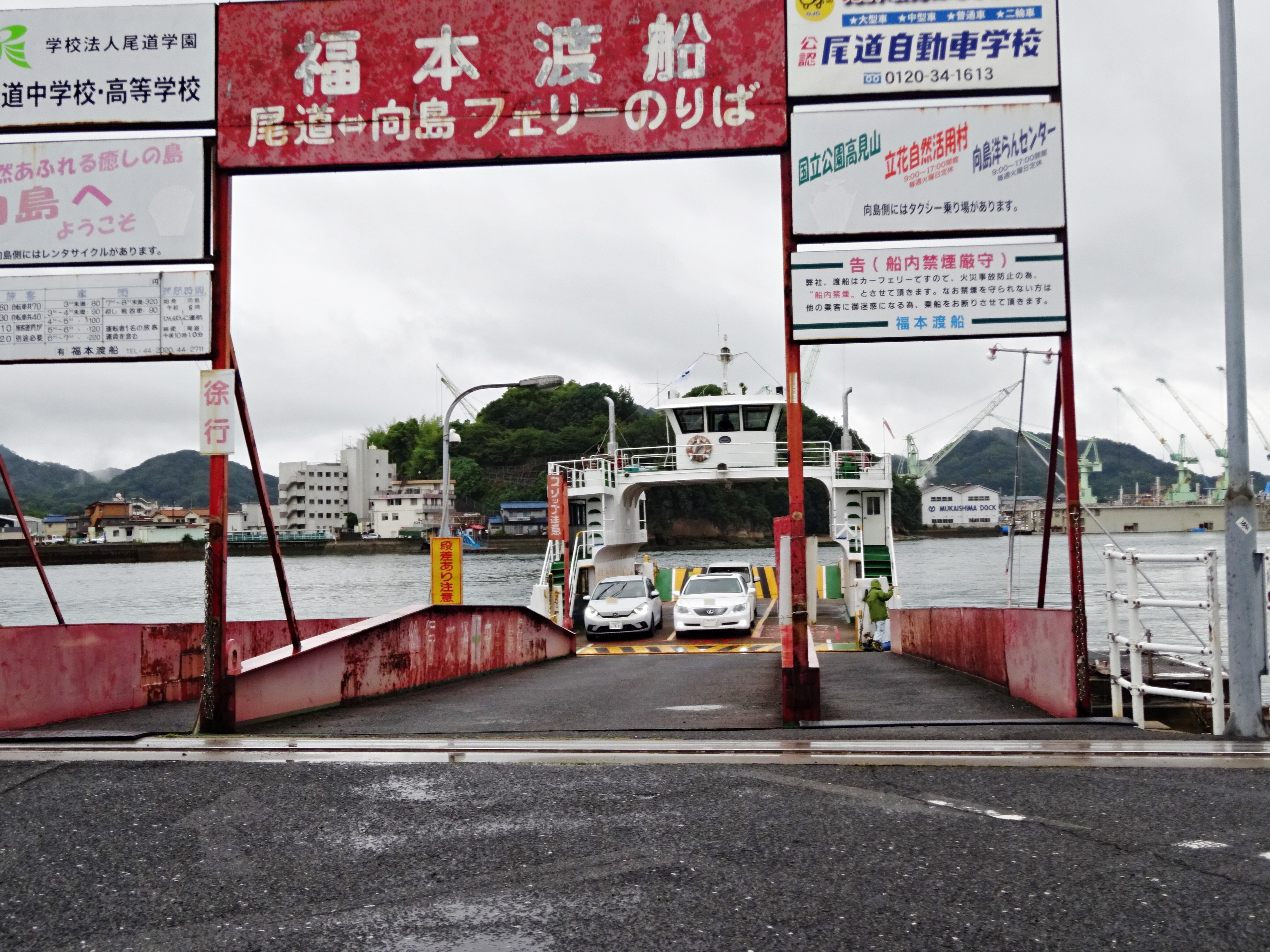
福本渡船乗船桟橋（土堂）

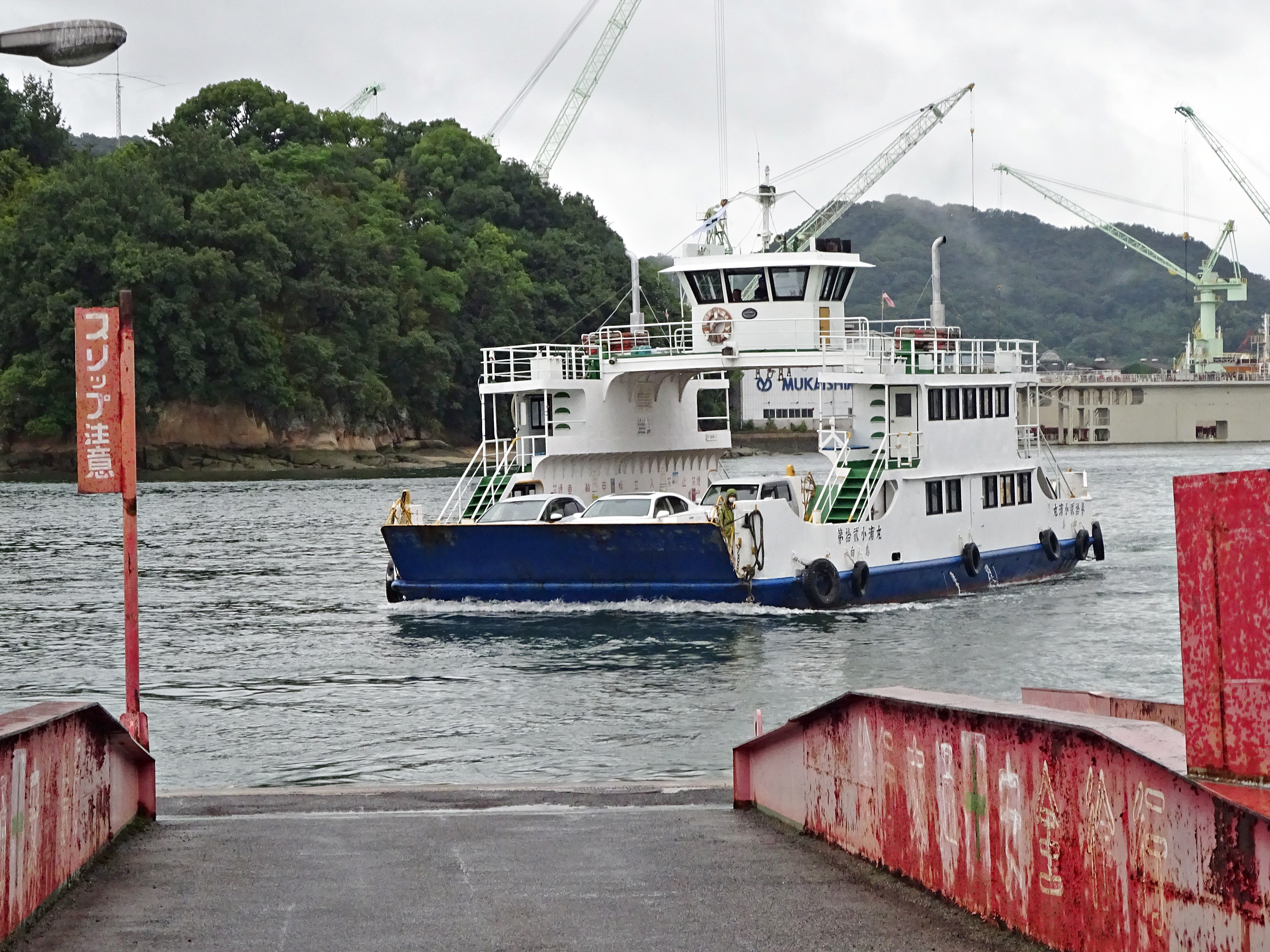
福本渡船所有「第拾弐小浦丸」

  - 1909年（明治42年）1月、福本光蔵により手漕ぎ船で開設、当初の経路は、四軒島 - 東富浜小浦 - 小歌島 - 尾道石崎桟橋、四軒島の地名より「明神渡し」と呼ばれる。
    - 明神とは、そもそも富浜の向島厳島神社のことであり四軒島の俗称でもあった、当時は海岸線だった。

  - 1931年（昭和6年）6月、尾道港湾浚渫修築工事により小歌島が向島と陸続きとなる。しかし、その工事のため四軒島小浦間が航行不能となり、東富浜小浦 - 小歌島 - 尾道石崎桟橋間に短縮される。以後「小浦渡し」と呼ばれるようになる。戦後更に短縮され、現在の小歌島 - 尾道土堂の形となる。
    - 競合航路（駅前渡船）と比べ向島側の立地条件が悪いため、戦後一貫して他航路より安い運賃設定にされている。

  - 1966年（昭和41年）尾道大橋開通を2年後に控えていたが、塩田跡地である富浜の急速な宅地化と1968年向島側に開校する広島県立尾道工業高校の通学に応需し桟橋を建造、両頭型フェリーを就航させ輸送力を増強する。向島側桟橋の付け根の下部には、往時のフェリー雁木（すべり）が残存する。
    - 尾道大橋開通により大きなダメージを受けた他航路とは異なり、自動車の普及増加と普通車なら大橋通行料より安い運賃設定、年々悪化した大橋の渋滞回避のための利用を伸ばし、利用客数のピークは大橋無償化（2013年）前年の平成24年であった。

  - 2018年（平成30年）11月からは、月曜 - 土曜の日中と、日曜日は運休するようになった（数ヶ月後、月曜 - 土曜の日中運行は再開された）。
  - 2025年（令和7年）3月31日をもって廃業した[1]。令和6年の利用数はピーク平成24年（1日5,000人）の2割程度にまで落ち込んでいた。
- 烏崎渡し
  - 西富浜烏崎（からすざき） - 尾道東御所（専売局前海岸、現在の駅前渡船桟橋付近）
    - 烏崎とは、西富浜の海物園[2]周辺の字名である。航路は福本光蔵によって開設されたが、利用客が少なく、昭和初期に廃止されたようである。
- 有井渡し
  - 有井 - 尾道西御所(廃止時点では尾道側は新浜)
    - 2001年（平成13年）12月、航路廃止。
- 桑田渡船
  - 肥浜 - 山波町桑田
    - 2011年（平成23年）3月31日、航路廃止。
- 小肥浜渡し
  - 肥浜(小肥浜) - 尾道尾崎
    - 小肥浜は「恋浜」と読むのだという。
- 東渡し
  - 向東西谷 - 尾道尾崎浄土寺下
    - 兼吉渡しが1807年（文化4年）なら、こちらも1825年（文政8年）からの老舗だった。1997年（平成7年）4月、航路廃止。
- しまなみフェリー
  - 彦の上 - 尾道十四日元町（丸上桟橋）
    - 2008年（平成20年）4月30日、航路廃止。
- 津部田尾道航路
  - 津部田 - 岩子島 - 吉和 - 尾道石崎桟橋
- 立花尾道航路
  - 立花 - 干汐 - 大町 - 尾道向栄舎桟橋
- 津部田大浜航路
  - 因島（大浜） - 津部田 - 岩子島 - 尾道（吉和）
- 山陽観光汽船
  - 津部田 - 岩子島 - 尾道（吉和）
    - 1983年（昭和58年）因島大橋開通後、津部田大浜航路の内 津部田 - 吉和を引き継ぐ、利用は少なく1年で廃止される、自動車航送は行わなかった。

尾道の七つの桟橋
港町として栄えた尾道には、明治中期以降の船の汽船化と大型化に伴い、それまでの雁木に替わる七つもの桟橋が造られた。
渡船とも関連深いので紹介する。西から
- 市営大桟橋（尾道駅前桟橋）
  - 1933年（昭和8年）に竣工、この七つの桟橋の中で最新である。
  - 創業からしばらくの期間、駅前渡船はここを発着した。
- 東予桟橋
  - 今治の東予汽船が今治へ、更に進んで東予地域を経由し多度津までを結んだ。今治を経由して広島(宇品)への航路もあった。1908年（明治41年）に東予運輸に経営が移り、1916年（大正5年）には瀬戸内商船へ社名を変更する。市営大桟橋開設以前はこちらが「駅前桟橋」と呼ばれ、利用客が一番多かったという。
  - 戦後、桟橋たもとの水上警察署跡に出来た尾道海上保安部の巡視船係船桟橋に流用された。
- 石崎桟橋
  - その名の通り石崎汽船が松山を結んだ、当時の石崎汽船のロゴマークから、マルイチ桟橋とも呼ばれる。
  - 現在、福本渡船の桟橋となっている。
- 住友桟橋
  - 住友鉱山の船舶部が、四阪島〜今治を経由して新居浜までを結んだ。
- 向栄舎桟橋（尼崎桟橋）
  - 瀬戸内海で大阪商船に次ぐ勢力であった尼崎汽船部の桟橋、向栄舎とは尾道側の代理店(回漕店)である。
  - 現在は、尾道渡船の桟橋となり、向栄舎跡地は向栄パーキング（駐車場）となっている。
- 商船桟橋（荒神堂大桟橋・尾道中央桟橋）
  - 大阪商船の桟橋。
  - 1935年（昭和10年）に第二浮桟橋を増設、5函・全長100mの規模。
  - 現在の尾道中央ビジター桟橋
- 丸上桟橋
  - 丸上(まるじょう)とは聴き慣れないが、村上水軍の旗印が まるじょう(○の中に「上」)である。
  - しまなみフェリー（岸本渡船）廃止後も、瀬戸内クルージングの尾道-鞆航路が寄港し「十四日元町桟橋」と表記される。

1933年（昭和8年）に駅前桟橋が開設され、1935年（昭和10年）に中央桟橋が拡張されて以後は、7つの桟橋の機能がこの2つの桟橋に集約され、戦中戦後にかけて残りの5つの桟橋はその機能を失った。
住友桟橋のように早くに廃止されたものもあったが、他の4つの桟橋は用途転用され利用され続けた。